# 尾道本線料金所

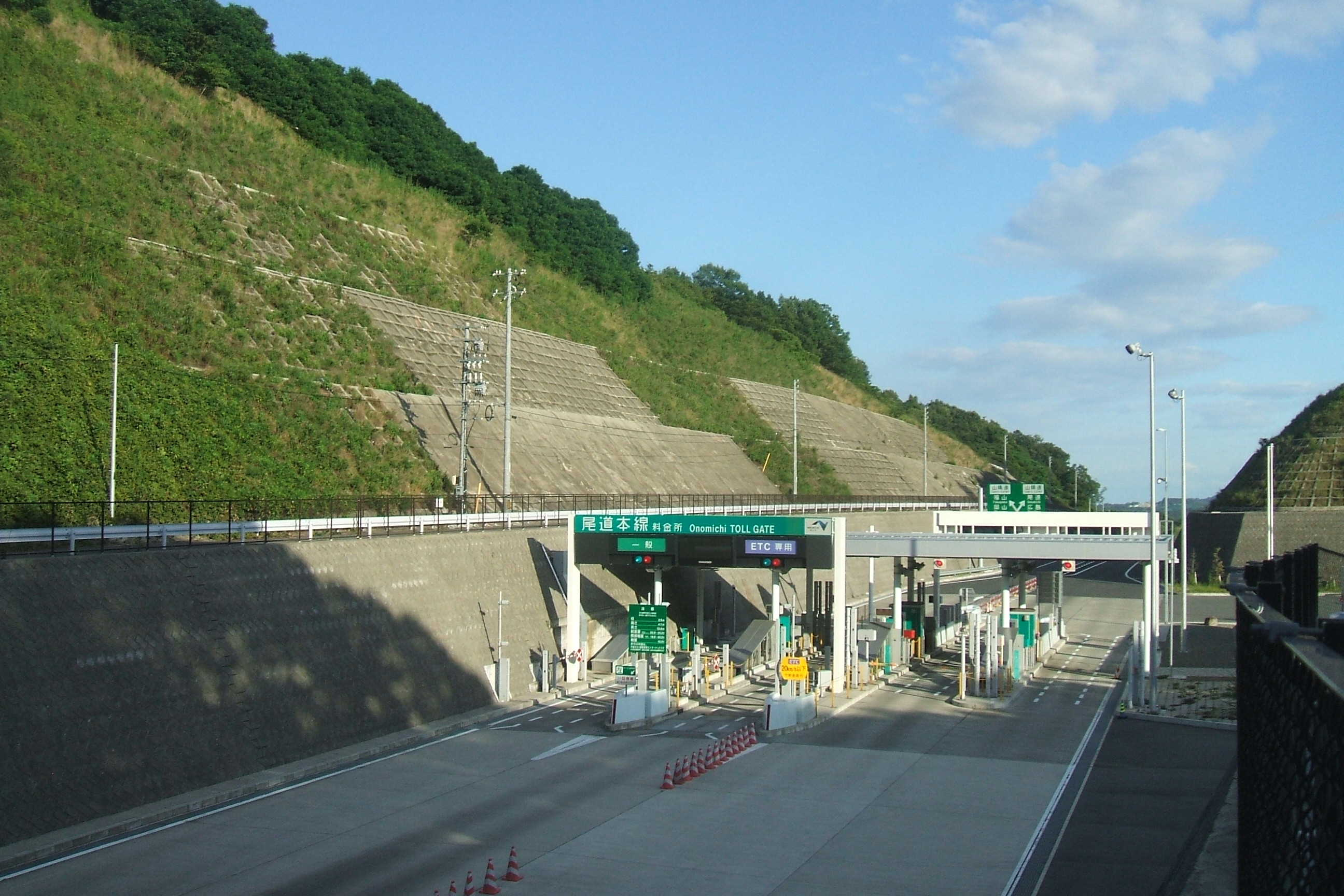
尾道・広島方面のブース

尾道本線料金所（おのみちほんせんりょうきんじょ）は、広島県尾道市にある尾道自動車道の本線料金所である。

## 概要
2010年（平成22年）11月27日、尾道自動車道・尾道JCT - 世羅IC間の開通に伴い、供用が開始された。
尾道道は新直轄方式で整備されており通行料金が無料となっているが、尾道JCTで山陽道と接続するため、当料金所では山陽道方面からの料金精算と山陽道方面への通行券発券を行う。このため、尾道JCT - 尾道TB間は有料区間となり、尾道TBの施設を含めて西日本高速道路（NEXCO西日本）が施工・管理を行うことになっている。

## 道路
- E54 尾道自動車道

## 料金所
ブース数：4
岡山・広島方面
- ブース数：2　
  - ETC専用：1　　
  - 一般：1

世羅・三次方面
- ブース数：2
  - ETC専用：1　　
  - 一般：1

## 歴史
- 2010年11月27日 : 尾道自動車道・尾道JCT - 世羅IC間の開通に伴い、供用開始。

## 隣
E54 尾道自動車道
(22-1) 尾道JCT - 尾道TB - (1) 尾道北IC